# 弗兰茨堡
弗兰茨堡（德語：Franzburg，發音：[ˈfʁantsbʊʁk] ⓘ）是德国梅克伦堡-前波美拉尼亚州前波美拉尼亚-吕根县的城市，面积15.2平方千米，2023年12月31日人口为1,353人。